# Wetmorella albofasciata
Wetmorella albofasciata là một loài cá biển thuộc chi Wetmorella trong họ Cá bàng chài. Loài này được mô tả lần đầu tiên vào năm 1954.

## Từ nguyên
Từ định danh của loài cá này, albofasciata, trong tiếng Latinh có nghĩa là "đánh dấu bởi các dải sọc trắng", hàm ý đề cập đến những dải sọc trắng trên cơ thể của chúng.

## Phạm vi phân bố và môi trường sống
W. albofasciata có phạm vi phân bố rộng rãi trên khắp Ấn Độ Dương - Thái Bình Dương. Ở Ấn Độ Dương, W. albofasciata được ghi nhận từ Kenya dọc theo bờ biển Đông Phi đến Bắc Mozambique; Mauritius; Maldives; đảo Giáng Sinh cùng những bãi cạn và rạn san hô vòng ngoài khơi Tây Úc; ở Thái Bình Dương, loài này được ghi nhận tại vùng biển bao quanh các nhóm đảo phía đông quần đảo Mã Lai (Philippines, Đông Indonesia và Đông Malaysia, Papua New Guinea); ngược lên phía bắc đến quần đảo Ryukyu và quần đảo Hawaii; trải dài về phía đông đến một vài đảo quốc và quần đảo thuộc châu Đại Dương, bao gồm quần đảo Solomon, Palau, Pohnpei, quần đảo Bắc Mariana, quần đảo Marshall, New Caledonia, Fiji, Tonga, quần đảo Samoa và quần đảo Société; về phía nam đến rạn san hô Great Barrier.
W. albofasciata sống gần những rạn san hô viền bờ và rạn san hô trong các đầm phá ở độ sâu khoảng từ 8 đến ít nhất là 42 m, nhưng thường được bắt gặp nhiều nhất ở độ sâu khoảng 30 m trở xuống.

## Mô tả
W. albofasciata có chiều dài cơ thể tối đa được ghi nhận là 6 cm. Cơ thể có màu nâu đỏ với 3 dải sọc trắng ở mỗi bên thân (dải cuối nằm trên cuống đuôi); bao quanh mắt là những đường sọc trắng ngắn hơn. Có 3 đốm đen lớn viền trắng, mỗi đốm nằm trên một bộ phận cơ thể, gồm phần vây mềm của vây lưng và vây hậu môn, và trên vây bụng (đốm trên vây bụng có thể màu đỏ sẫm ở nhiều cá thể). Mắt màu xanh lam với vòng đỏ ở trong, có 2 vạch màu vàng nhạt nằm trên và dưới đồng tử. Đuôi trắng, có dải đen ở rìa.
W. albofasciata có hình thái khá giống với cá con của Cheilinus fasciatus và Epibulus insidiator, nhưng vẫn có thể phân biệt dựa vào màu sắc của chúng. So với các loài cùng chi, hai sọc trắng trên thân của W. albofasciata có xu hướng hội tụ khi kéo dài xuống bụng, trong khi hai sọc giữa thân của Wetmorella tanakai lại song song và có thêm một sọc sau đầu, còn Wetmorella nigropinnata chỉ có sọc trắng ở cá con và cá gần trưởng thành.
Số gai ở vây lưng: 9; Số tia vây ở vây lưng: 11; Số gai ở vây hậu môn: 3; Số tia vây ở vây hậu môn: 10; Số tia vây ở vây ngực: 12; Số gai ở vây bụng: 1; Số tia vây ở vây bụng: 5.

## Sinh thái và hành vi
W. albofasciata sống trong các hang hốc trên các rạn san hô. Loài này được đánh bắt bởi giới buôn bán cá cảnh.

### Trích dẫn
- L. P. Schultz; N. B. Marshall (1954). "A review of the labrid fish genus Wetmorella with descriptions of new forms from the tropical Indo-Pacific" (PDF). Proceedings of the United States National Museum. Quyển 103 số 3327. tr. 439–447.